# Чепрачный тапир
Чепрачный тапир (лат. Tapirus indicus) — млекопитающее рода тапиров отряда непарнокопытных. Единственный азиатский вид тапиров. Из-за своеобразного вида в Таиланде это животное называют p’somm-sett, то есть «помесь»; по легенде бог сотворил тапира из оставшихся частей тел животных (Sanborn and Watkins 1950).

## Внешний вид
Самый крупный среди тапиров: длина тела 1,8—2,4 м, высота в холке 0,75—1 м, масса 250—320 кг. Максимальный известный вес достигал 540 кг. Самки обычно крупнее самцов. Чепрачный тапир легко отличим по большому серовато-белому пятну (чепраку) на спине и боках. Остальная шерсть окрашена в чёрный или тёмно-бурый цвет, исключение составляет белая кайма на кончиках ушей. Несмотря на контрастность, такой окрас является защитным — в темноте тапир словно бы теряется, заметным остаётся лишь белое пятно, что мешает хищникам опознать добычу по очертаниям. Детёныши имеют обычный для молодняка тапиров полосато-пятнистый окрас, и только в возрасте 4—7 месяцев светлые пятна и полосы исчезают и образуется чепрак. Шерсть у чепрачного тапира короткая и редкая; грива отсутствует. Кожа на голове и загривке достигает толщины 2,5 см, защищая шею тапира от зубов хищников и от травм во время передвижения по густому подлеску (Lekagul and McNeely 1977).
В остальном чепрачный тапир похож на других представителей семейства. Это массивное животное с короткими, но мощными конечностями; внешне неуклюжее, но подвижное. Хвост короткий, 5—10 см длиной. Ушные раковины маленькие. На морде небольшой гибкий хобот, образованный носом и верхней губой. Глаза маленькие, овальные, коричневые; у чепрачных тапиров чаще, чем у других видов, встречается помутнение роговицы, придающее глазам голубоватый оттенок. Часто сочетается с изъязвлением роговицы. Точная этиология этого заболевания неизвестна; предположительно, его вызывают травмы. Однако плохое зрение компенсируется сильным обонянием и слухом. Пальцы оканчиваются копытами; на передних ногах по 4, на задних — по 3 пальца, самый крупный из которых — средний.
Среди чепрачных тапиров встречаются особи-меланисты с полностью чёрным окрасом. В 1924 г. чёрный тапир был отправлен в зоопарк Роттердама, где его классифицировали как подвид Tapirus indicus var. brevetianus в честь открывшего его капитана К. Бреве. В 2000 г. двух чёрных тапиров наблюдали в заповеднике Jerangau Forest Reserve (Малайзия).

## Распространение
Чепрачный тапир водится в южной и центральной частях о. Суматра, в Малайзии, Мьянме (южнее 18° с.ш.) и Таиланде от провинции Так до полуострова Малакка. Возможно, также обитает в южных частях Камбоджи, Вьетнама и Лаоса, хотя достоверных сведений об этом нет. В целом, тапир по-прежнему встречается в границах своего исторического ареала, который, однако, стал сильно фрагментированным.

## Образ жизни

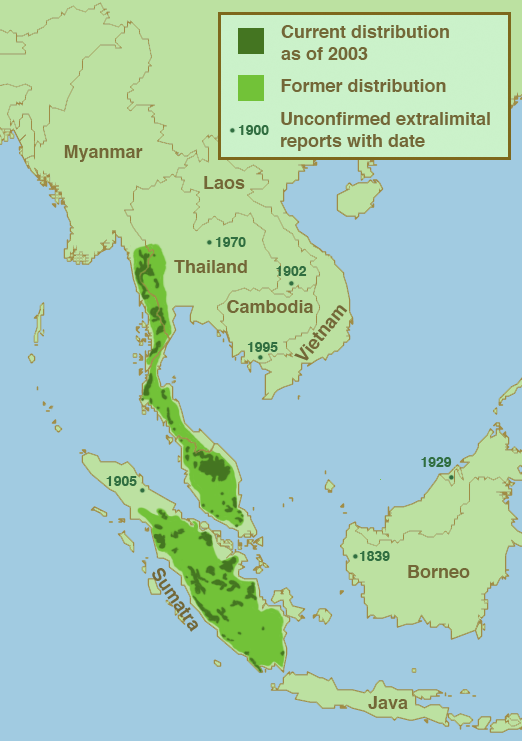
Карта распространения чепрачного тапира на 2003 г. (тёмно-зелёным цветом помечен современный ареал)

Чепрачный тапир — скрытное ночное животное, которое предпочитает держаться в густых дождевых лесах. Известны сезонные миграции — во время сухого сезона тапиры встречаются в низинах, в то время как во время сезона дождей — в гористых местностях. Так, на Суматре тапиров наблюдали в горах на высотах до 1500—1200 м над уровнем моря (Ngampongsai, Santiapilli & Ramono 1989). Другие миграции связаны с лесными пожарами и ухудшающимися кормовыми условиями; в Таиланде тапиры в сухой сезон переселяются из листопадных в вечнозелёные леса. В условиях освоения первозданных лесов тапиры всё чаще стали встречаться на вырубках, опушках и на плантациях. Тапиров обнаруживали даже неподалёку от таких крупных городов Малайзии, как Серембан и Куантан (DWNP 1994, 1995).
Кормятся в основном после заката и перед рассветом, иногда выходя на открытые места и на поля. Тапиры — нежвачные травоядные животные. Питаются главным образом молодой листвой (86,5 % рациона) и побегами, реже травой, плодами, мхами, в целом употребляя в пищу порядка 115 видов растений. Определённых кормовых мест не имеют. Во время бодрствования тапир передвигается по лесу, опустив хобот к земле; часто идёт зигзагами. Прокладывают в лесу хорошо заметные тропы, которые метят, разбрызгивая мочу.
Тапиры — преимущественно одиночные животные; при встрече с сородичами ведут себя агрессивно. Ранее считалось, что тапиры образуют пары только на время спаривания. Однако независимые наблюдения на Суматре, в Белизе, Коста-Рике, Эквадоре и Бразилии выявили, что взрослые тапиры всех четырёх видов зачастую встречаются парами (Todd & Matola 1998). При встрече с людьми пытаются скрыться, однако при необходимости яростно защищаются. Между собой общаются посредством пронзительных криков и своеобразных свистов.
Чепрачные тапиры любят прохладу и всегда живут поблизости от воды, в сырых болотистых лесах с ручьями и стоячими водоёмами. Проложенные ими тропы часто выходят к водопоям. Прекрасно плавают и ныряют, жаркие дни предпочитают проводить в воде; могут, полностью погрузившись, ходить по дну водоёма. Регулярно принимают грязевые ванны, чтобы избавиться от клещей и паразитических насекомых. При опасности тапиры довольно быстро бегают; способны взбираться на крутые склоны холмов и гор. Из-за крупных размеров единственными врагами в природе для тапиров являются тигры.

### Размножение
Спаривание происходит в апреле-мае, реже в июне, и сопровождается определённым брачным ритуалом. Возбуждённые тапиры издают свистящие звуки, кружат вокруг друг друга, кусают друг друга за уши и бока. По некоторым данным, в период размножения не самец отыскивает самку, а самка — самца. Беременность продолжается 390—407 дней; самки приносят по 1 детёнышу весом 6,8—10 кг (наибольшие показатели в семействе). Детёныши чепрачного тапира растут быстрее, чем у других тапиров, достигая взрослых размеров и становясь самостоятельными в 6—8 месяцев. Тогда же пятнистый детский окрас у них сменяется на взрослый. Половой зрелости достигают к 2,8—3,5 годам. Продолжительность жизни до 30 лет.

## Статус популяции
В связи с вырубкой и иным освоением лесов численность чепрачных тапиров быстро падает. Так, на Суматре за последние 40 лет было утрачено более 50 % лесов, и большая часть уцелевших участков находится за пределами ареала чепрачного тапира. В пределах ареала сохранилось менее 10 % подходящих для тапира местообитаний, и большая их часть подверглась деградации (Van Strien 2001). В Таиланде, где площадь лесов сократилась с 57 % территории в 1961 г. до 10-13 % (Rabinowitz 1991), ситуация обстоит ещё хуже. Здесь местообитания тапиров ограничены заповедниками в западной и южной частях страны. В Малайзии, где леса занимают до 44 % территории, положение тапиров относительно стабильно.
Тапиров также преследуют за уничтожение посевов (особенно кукурузных полей) и вред, причиняемый плантациям каучуконосов и масличных пальм. Мясо, похожее на свинину, иногда употребляется в пищу в немусульманских частях ареала. Однако в большинстве случаев убийство тапиров является случайным. Тапиры являются объектом отлова и нелегальной торговли. Они легко приручаются, содержатся и размножаются в зоопарках.
Точная численность вида и тенденции её изменения неизвестны из-за труднодоступности местообитаний чепрачного тапира. Очевидно, что она сокращается пропорционально вырубке тропических дождевых лесов в юго-восточной Азии. В настоящее время чепрачный тапир занесён в списки Международной Красной книги со статусом «вымирающий вид» (Endangered).

## Чепрачный тапир в мифологии
Образ чепрачного тапира угадывается в баку, добром духе из китайской, корейской и японской мифологии. По-китайски он называется mò или mek (кантонский диалект) (кит. 貘). По-корейски — maek (хангыль: 맥, ханча: кор. 貊); по-японски — баку (яп. 貘). Обычно баку изображается как химера — лев с головой слона или, реже, конь с львиной головой, коровьим хвостом и лапами тигра. Баку спасает людей от кошмаров, пожирая либо сами кошмары, либо злых духов, которые их приносят. Чтобы призвать его, необходимо троекратно произнести «Baku kurae!» (Баку, ешь) или написать его имя и положить на ночь под подушку. По другим легендам, баку вообще лишают людей возможности видеть сны или будят спящих. Однако обычно баку рассматривают как добрых духов. Японцы часто вешали их изображения в спальнях или вышивали иероглифы «баку» (яп. 貘) на подушках, чтобы отогнать дурные сновидения. В особенной моде такие подушки были в эпоху Эдо.